# Wrestle Kingdom 12
Wrestle Kingdom 12 è stata la dodicesima edizione dell'omonimo evento in pay-per-view prodotto annualmente dalla New Japan Pro-Wrestling. Lo show si è svolto il 4 gennaio 2018 al Tokyo Dome di Tokyo (Giappone).

## Contesto
Nel 2013 Tetsuya Naito vince il G1 Climax di quell'anno, guadagnandosi l'opportunità di sfidare Okada per il titolo. Ai tempi Naito era il babyface della federazione, ma era molto fischiato dal pubblico. Questa situazione portò la dirigenza a rivalutare il main event di Wrestle Kingdom 8, spostando il match di Naito e Okada nella zona di semi-main event, rendendo il match per l'IWGP Intercontinental Championship tra Hiroshi Tanahashi e Shinsuke Nakamura l'incontro principale dello show. Il match fu poi vinto da Okada.
Nel 2015 Naito, come è uso fare nella NJPW, si spostò in Messico per un periodo di allenamento. Lì divenne heel e si unì ai Los Ingobernables, reinventando completamente il suo personaggio. Tornato in Giappone formò una sua stable, i Los Ingobernables de Japon, iniziando una sorta di vendetta contro coloro che lo hanno portato al punto più basso della sua carriera.
A Invasion Attack 2016 sconfisse Okada diventando per la prima volta IWGP Heavyweight Champion, salvo poi perdere il titolo due mesi dopo contro lo stesso Okada, che iniziò il regno che dura tutt'oggi.
Nel 2017 arrivò per Naito la seconda vittoria del G1 Climax, sconfiggendo in finale Kenny Omega, e riuscì poi a mantenere il suo diritto al match titolato sconfiggendo Tomohiro Ishii a King of Pro Wrestling. Nello stesso evento Okada mantiene il titolo sconfiggendo Evil, membro dei Los Ingobernables de Japon. Il match viene quindi ufficializzato il giorno dopo dalla NJPW.
Altro match di cartello è il dream match fra Kenny Omega, detentore dell'IWGP United States Heavyweight Championship, e Chris Jericho, 6 volte World Champion in WWE. Tale match è scaturito da una serie di commenti avvenuti su Twitter tra i due, portando Jericho ad apparire a Power Struggle, sfidando Omega, che aveva appena mantenuto il suo titolo sconfiggendo Beretta. Durante la finale della World Tag League, l'11 dicembre, Jericho fa la sua prima apparizione dal vivo in NJPW dal 1999, attaccando Omega e il commentatore Don Callis.
Terzo match della serata è quello valido per l'IWGP Intercontinental Championship, dove Hiroshi Tanahashi difenderà il titolo contro Jay White, al suo primo incontro dopo il ritorno in NJPW. Il wrestler neozelandese ha lottato in ROH e RPW in quanto Young Lion, per poi fare ritorno a Power Struggle con il nickname "Switchblade", sfidando Tanahashi che aveva appena difeso il titolo sconfiggendo Kōta Ibushi.
Il 6 novembre in conferenza stampa sono stati annunciati i match fra i Roppongi 3K e gli Young Bucks per gli IWGP Junior Heavyweight Tag Team Championship, il match fra il campione Marty Scurll, Will Ospreay, Kushida e Hiromu Takahashi per l'IWGP Junior Heavyweight Championship, che per la prima volta verrà difeso in un match a 4 uomini, ed il match fra Cody e Kōta Ibushi, incontro che sarà uno "Special Single Match" poiché Cody ha perso il ROH World Championship durante il PPV Final Battle, a favore di Dalton Castle.
I titoli di coppia saranno in palio fra i campioni della Killer Elite Squad (Davey Boy Smith Jr. e Lance Archer) e i vincitori della World Tag League 2017, membri degli Ingobernables de Japon e 2/3 dei NEVER Openweight 6 Man Tag Team Champions (con Bushi), EVIL e Sanada. I tre perderanno i titoli il 17 dicembre contro gli altri finalisti della World Tag League e membri del Bullet Club, i Guerrillas of Destiny (Tama Tonga e Tanga Loa), che hanno fatto squadra con un altro membro del Bullet Club, Bad Luck Fale.
Infine il NEVER Openweight Championship verrà difeso in un match fra il campione Minoru Suzuki e Hirooki Goto. Dopo aver perso il titolo proprio contro Suzuki, Goto non è riuscito a riconquistarlo a causa delle interferenze della stable di Suzuki, la Suzuki Gun. Il campione ha rifiutato per due volte la sfida di Goto, ma la terza volta accetta a patto che non ci siano interferenze, inoltre il perdente dovrà rasarsi i capelli a zero.

## Incontri
| #        | Incontro | Stipulazione                                                       | Durata |
| -------- | --- | ------------------------------------------------------------------ | ------ |
| Kick-off | Masahito Kakihara ha vinto eliminando per ultimo Cheeseburger | New Japan Rumble                                                   | 31:06  |
| 1        | The Young Bucks (Matt Jackson e Nick Jackson) hanno sconfitto Roppongi 3K (Sho e Yoh) (c) | Tag Team match per l'IWGP Junior Heavyweight Tag Team Championship | 18:49  |
| 2        | Chaos (Beretta, Tomohiro Ishii e Toru Yano) ha sconfitto Bullet Club (Bad Luck Fale, Tama Tonga e Tanga Loa) (c), Suzuki-gun (Taichi, Takashi Iizuka e Zack Sabre Jr.), Taguchi Japan (Juice Robinson, Ryusuke Taguchi e Togi Makabe) e War Machine (Hanson e Rowe) e Michael Elgin | Gauntlet match per il NEVER Openweight 6-Man Tag Team Championship | 17:03  |
| 3        | Kōta Ibushi ha sconfitto Cody Rhodes (con Brandi Rhodes) | Single match                                                       | 15:08  |
| 4        | Los Ingobernables (Evil e Sanada) hanno sconfitto KES (Davey Boy Smith Jr. e Lance Archer) (c) | Tag Team match per l'IWGP Tag Team Championship                    | 14:14  |
| 5        | Hirooki Goto ha sconfitto Minoru Suzuki (c) | Hair vs. Hair match per il NEVER Openweight Championship           | 18:04  |
| 6        | Will Ospreay ha sconfitto Marty Scurll (c), Hiromu Takahashi e Kushida | Fatal 4-Way Match per l'IWGP Junior Heavyweight Championship       | 21:18  |
| 7        | Hiroshi Tanahashi (c) ha sconfitto Jay White | Single match per l'IWGP Intercontinental Championship              | 19:56  |
| 8        | Kenny Omega (c) ha sconfitto Chris Jericho | No-Disqualification match per l'IWGP United States Championship    | 34:36  |
| 9        | Kazuchika Okada (c) (con Gedo) ha sconfitto Tetsuya Naito | Single match per l'IWGP Heavyweight Championship                   | 34:26  |